# Битка при Ларга
Битката при Ларга се провежда на 7 юли 1770 г. на бреговете на река Ларга и продължава 8 часа.
Участват 65 000 души кавалерия, съставена от кримски татари, и 15 000 турска пехота под командването на Каплан Гирей срещу 38 000 руснаци под командването на фелдмаршал Пьотър Румянцев. Битката е в един и същи ден с битката при Чесма - ключово морско сражение в Руско-турската война от 1768-1774 г. Завършва с убедителна победа за руснаците, които пленяват 33 турски оръдия и огромния противников лагер. За тази победа Румянцев е награден с орден „Св. Георги“, първа степен. 2 седмици по-късно руснаците побеждават още по-убедително в битката при Кагул.